# Kurt von Willich
Kurt Wilhelm Georg Heinrich von Willich (* 25. September 1860 in Gorzyń, Kreis Birnbaum; † 21. Juni 1903 ebenda) war ein deutscher Gutsbesitzer und Verwaltungsjurist.

## Leben

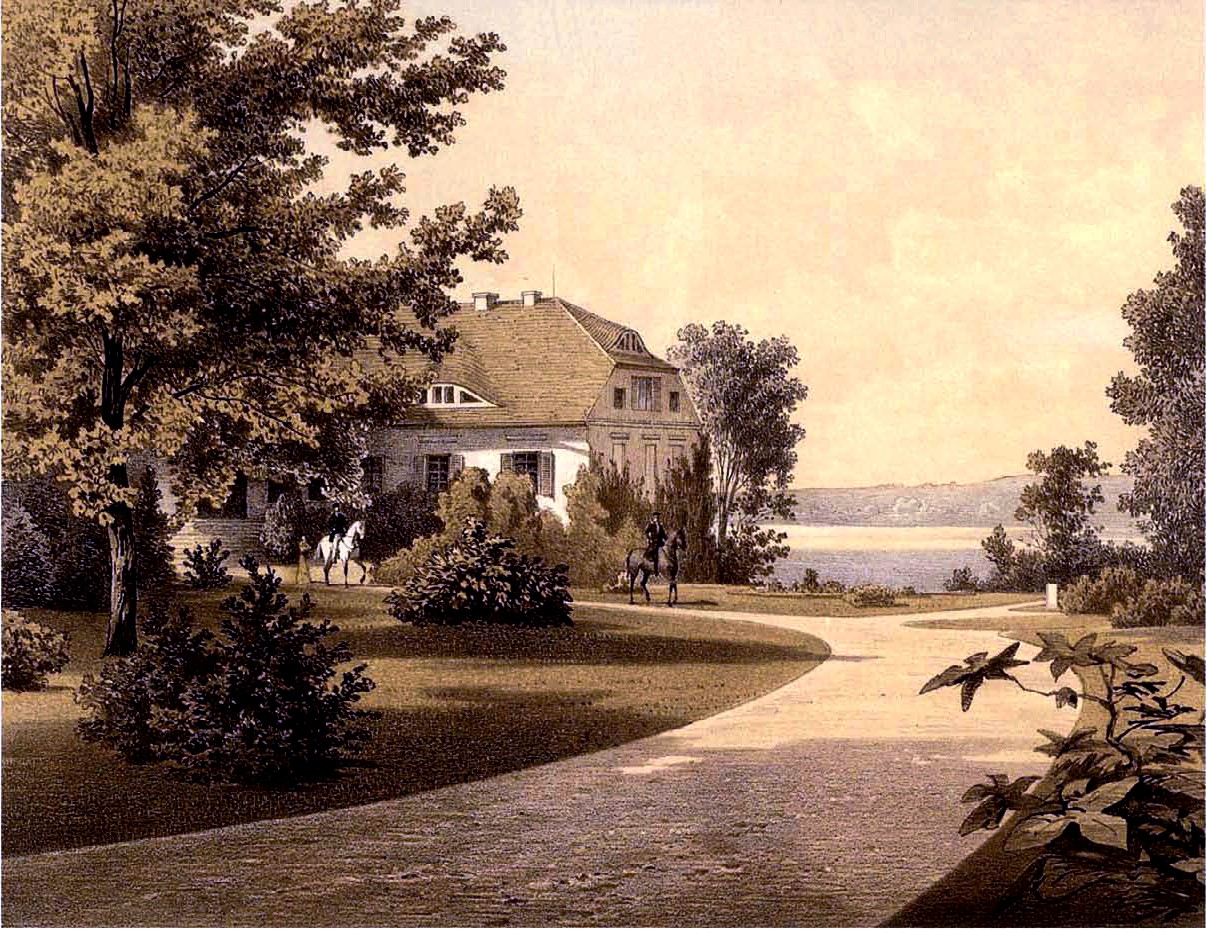
Rittergut Gorzyn um 1860 (Sammlung Duncker)

Willich war ein Sohn von Ernst Friedrich Christlieb von Willich (1820–1892), Herr auf Gorzyn, Kreis Birnbaum, und seiner Frau Pauline Hermine Luise Marie, geb. von Thümen (1823–1905). Er studierte an der Rheinischen Friedrich-Wilhelms-Universität Bonn Rechtswissenschaft und wurde 1881 im Corps Borussia Bonn recipiert. Als Inaktiver wechselte er an die Friedrich-Wilhelms-Universität zu Berlin. Nach der Promotion zum Dr. iur. war er von 1887 bis 1903 Landrat des Kreises Birnbaum und übernahm das väterliche Gut Gorzyn und das Gut Neugörzig. Sein Großvater war Wilhelm von Thümen. Der Bruder Alfred von Willich (1862–1941) erbte über die Mutter die Güter Caputh und Neu Langerwisch bei Potsdam.
Kurt von Willich verheiratete sich 1895 mit Gertrud Freiin von Rotenhan-Eyrichshof (1874–1955), das Ehepaar hatte die Töchter Eleonore und Alexa, beide Töchter heirateten in adelige Offiziersfamilien ein. Der einzige Sohn Sigmund (1899–1945) wurde Erbe von Gorzyn und Neu-Görtzig. Gertrud zeichnete als Witwe bis zur Enteignung für das Rittergut Alt-Görzig verantwortlich.
Kurt von Willich fand 1891 Aufnahme in den Johanniterorden und war Kammerjunker. Er wurde keine 43 Jahre alt. Sein Sohn wurde Rechtsritter des Ordens.